# Супіски

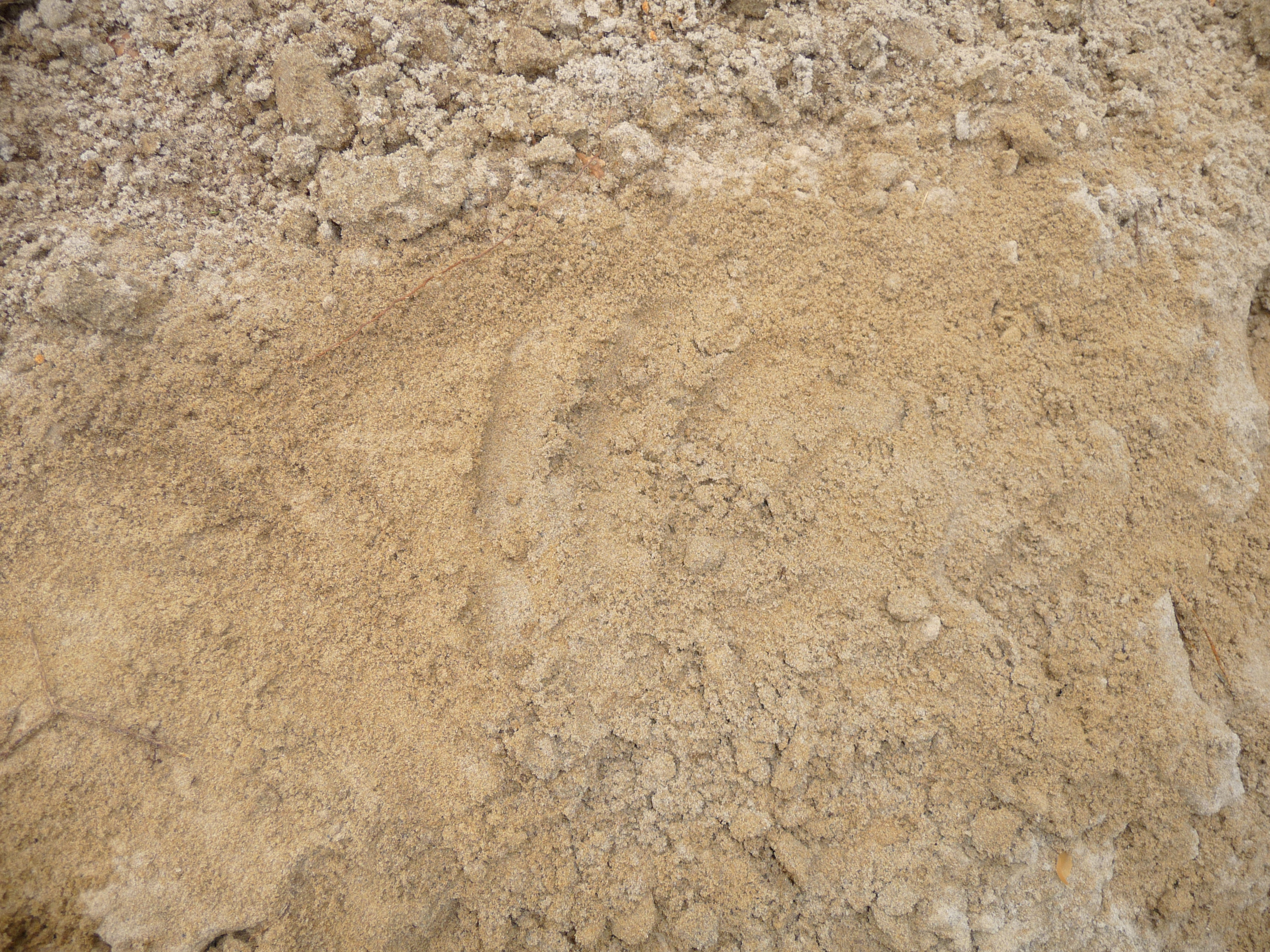
Супісок

Супіски (рос. супесь, англ. loamy sand; нім. lehmiger Sand m, Feinsand m, Lehmsand m) — пухка піщано-глиниста осадова гірська порода, що складається на 30-10% (за масою) з глинистих частинок (розміром менш як 0.005 мм) та 90-70% алеврито-піщаних частинок.

## Загальна характеристика
Супіски — важлива складова супіскових ґрунтів. Порівняно з суглинками менш пластичні та мають менший вміст тонкодисперсних частинок та відповідно більший процент уламкового матеріалу. Розрізнюють грубо-, дрібнопіщані і пилуваті супіски залежно від вмісту піщаних зерен відповідного розміру і пилуватих частинок. Термін «Супіски» звичайно застосовують до порід континентального походження, а відповідні їм за складом моренові відклади відносять до групи глинистих пісків. Використовуються при будівництві доріг, земляних споруд, як домішка до цегельної шихти та інш.
Враховані Державним балансом запасів України запаси супіску категорій А+В+С1 складають 1572 тис. м.куб, з них розробляються близько 150 тис. м.куб.